# Wrenshall (Minnesota)
Wrenshall – miasto w Stanach Zjednoczonych, w stanie Minnesota, w hrabstwie Carlton.